# Fossilworks
Fossilworks je portal koji omogućava pretragu, preuzimanje podataka i oruđa za analizu da bi se omogućio pristup Paleobiološkoj bazi podataka, veliko relacionoj bazi podataka koja je formirana doprinosom stotina paleontologa širom sveta.

## Istorija
Fossilworks je formirao 2013 Džon Alroj. Bazu podataka održava Univerzitet Makvori. Sajt sadrži mnoštvo oruđa za analizu i vizualizaciju.

## Spoljašnje veze
- „Fossilworks”. Архивирано из оригинала 31. 07. 2014. г. Приступљено 08. 04. 2010.